# 拜倫 (紐約州)
拜倫（英語：Byron）是一個位於美國紐約州傑納西縣的鎮。

## 人口
根據2020年美國人口普查的數據，拜倫的面積為83.63平方千米，當中陸地面積為83.43平方千米，而水域面積為0.20平方千米。當地共有人口2369人，而人口密度為每平方千米28人。